# Szyrwenanc
Szyrwenanc – wieś w Armenii, w prowincji Sjunik. W 2011 roku liczyła 76 mieszkańców.